# Cissus humbertii
Cissus humbertii là một loài thực vật hai lá mầm trong họ Nho. Loài này được Robyns & Lawalrée miêu tả khoa học đầu tiên năm 1947.